# Грязний
Грязний — річка в Україні й Росії, у Сумському, Красноярузькому й Біловському районах Сумської, Бєлгородської й Курської областей. Ліва притока Ілека (басейн Дніпра).

## Опис
Довжина річки приблизно 22,4 км.

## Розташування
Бере початок на північному заході від села Степок Краснопільського району на Сумщині. Тече переважно на північний схід через села Тур'я, Ілек і впадає у річку Ілек, ліву притоку Псла.